# Pakistan Army Football Club
Maillots
Le Pakistan Army Football Club (en ourdou : عسکریہ پاکستان فٹ بال کلب), plus couramment abrégé en Pakistan Army FC, est un club pakistanais de football fondé en 1950 et basé dans la ville de Lahore.
Le club appartient aux Forces armées pakistanaises.

## Histoire
Fondée en 1950, l'équipe joue ses matchs à domicile à l'Army Stadium de Rawalpindi.
Le club fait partie des équipes fondatrices du championnat pakistanais et compte l'un des plus beaux palmarès du football national avec 4 titres de champion du Pakistan et 3 victoires en Coupe.

## Bilan sportif

### Palmarès
| Compétitions nationales |
| --- |
| - Championnat du Pakistan (4) : - Vainqueur : 1993-94, 1995, 2005 et 2006-07. - Vice-champion : 2007-08, 2008, 2009 et 2014-15. - Coupe du Pakistan (3) : - Vainqueur : 2000, 2001 et 2019. - Finaliste : 1996. |

### Performances internationales
- Coupe d'Asie des clubs champions :
  - 1 apparition en 1994

- Coupe du président de l'AFC :
  - 2 apparitions : 2006 et 2007

## Personnalités du club

### Présidents du club
- Saleem Nawaz

### Entraîneurs du club
- Ghayour Ali Hamdani